# East Garo Hills
East Garo Hills is een district van de Indiase staat Meghalaya. In 2001 telde het district 247.555 inwoners op een oppervlakte van 2603 km². Het noordelijke gedeelte splitste zich in 2012 echter af en vormt sindsdien het district North Garo Hills.
Garo Hills:
East Garo Hills · North Garo Hills · South Garo Hills · South West Garo Hills · West Garo Hills · 
Khasi Hills:
East Khasi Hills · South West Khasi Hills · West Khasi Hills · Ri-Bhoi 
Jaintia Hills:
East Jaintia Hills · West Jaintia Hills